# USS Warrington (DD-843)
USS Warrington (DD-843) là một tàu khu trục lớp Gearing được Hải quân Hoa Kỳ chế tạo vào giai đoạn cuối Chiến tranh Thế giới thứ hai. Nó là chiếc tàu chiến thứ ba của Hải quân Mỹ được đặt theo tên được đặt tên theo Đại tá Hải quân Lewis Warrington (1782-1851), người tham gia các cuộc Chiến tranh Barbary và Chiến tranh 1812 cũng như từng là Bộ trưởng Hải quân tạm quyền. Hoàn tất khi chiến tranh đã kết thúc, con tàu tiếp tục phục vụ trong giai đoạn Chiến tranh Lạnh và Chiến tranh Việt Nam cho đến năm 1972, khi bị hư hại nặng bởi hai vụ nổ dưới nước đến mức không thể sửa chữa. Nó được chuyển cho Đài Loan một năm sau đó để tháo dỡ làm nguồn phụ tùng. Warrington được tặng thưởng hai Ngôi sao Chiến trận do thành tích phục vụ trong Chiến tranh Việt Nam.

## Thiết kế và chế tạo
Warrington được đặt lườn tại xưởng tàu của hãng Bath Iron Works Corporation ở Bath, Maine vào ngày 14 tháng 5 năm 1945. Nó được hạ thủy vào ngày 27 tháng 9 năm 1945; được đỡ đầu bởi bà Katherine Chubb Sheehan, và nhập biên chế tại Xưởng hải quân Boston vào ngày 20 tháng 12 năm 1945 dưới quyền chỉ huy của Hạm trưởng, Trung tá Hải quân Don W. Wulzen.

## Lịch sử hoạt động

### 1946 - 1950
Sau khi hoàn tất việc chạy thử máy huấn luyện tại khu vực Tây Ấn trong tháng 2 và đầu tháng 3 năm 1946, Warrington quay trở về Boston, Massachusetts, và được phân về Đội khu trục 82, Hải đội Khu trục 8. Trong một năm tiếp theo, nó hoạt động hầu như dọc suốt vùng bờ Đông Hoa Kỳ trong vai trò canh phòng máy bay cho các tàu sân bay, đặc biệt là Ranger (CV-4). Sang mùa Xuân năm 1947, nó tham gia cùng tàu tuần dương hạng nhẹ Little Rock (CG-4) cho một chuyến đi kéo dài sang Châu Âu, viếng thăm các cảng Anh, Scotland, Thụy Điển, Đan Mạch, Bỉ, Bồ Đào Nha và Hà Lan trước khi tiếp tục đi sang Địa Trung Hải cho lượt phục vụ đầu tiên cùng Đệ Lục hạm đội. Nó băng qua eo biển Gibraltar vào ngày 8 tháng 2 để quay trở về nhà, về đến New York vào ngày 19 tháng 2, rồi sau đó đi vào ụ tàu để sửa chữa những hư hỏng trong chuyến đi.
Hoàn tất công việc trong xưởng tàu vào ngày 8 tháng 3, Warrington lên đường đi đến cảng nhà mới Newport, Rhode Island; và trong hai năm tiếp theo nó hoạt động chủ yếu trong vai trò tàu huấn luyện tác xạ cho Tư lệnh Lực lượng Khu trục Hạm đội Đại Tây Dương dọc theo vùng bờ Đông Hoa Kỳ. Đến tháng 4 năm 1949, con tàu được điều động sang Đội khu trục 222, nơi nó đảm trách vai trò soái hạm, và của Hải đội Khu trục 22. Cuối mùa Hè năm 1949, nó rời vùng bờ biển New England để hoạt động trong hai tháng tại khu vực Tây Ấn; và sau khi kết thúc lượt hoạt động, nó ghé qua Norfolk, Virginia một thời gian ngắn trước khi tiếp tục đi lên phía Bắc vào cuối tháng 10, nơi nó thực tập trong điều kiện thời tiết giá lạnh khắc nghiệt bên trên vòng Bắc Cực. Con tàu quay trở về Newport vào ngày 20 tháng 11.
Warrington cùng hải đội khu trục của nó khởi hành từ Newport vào ngày 3 tháng 1 năm 1950, tháp tùng cho tàu sân bay hạng nhẹ USS Wright để hoạt động thực hành tìm-diệt tàu ngầm dọc theo vùng bờ Đông và khu vực phụ cận Bermuda. Sang tháng tiếp theo, nó thực hành chống tàu ngầm phối hợp cùng chiếc Dogfish (SS-350) ngoài khơi bờ biển Newport News, Virginia, trước khi quay trở lại cảng cho một lượt bảo trì ngắn.
Sau đó Warrington quay trở lại Newport cho một lượt phục vụ cùng Lực lượng Phát triển Tác chiến, khi đội của nó thử nghiệm những chiến thuật chống tàu ngầm phối hợp cùng tàu sân bay hạng nhẹ USS Saipan dọc theo bờ biển Newfoundland và tại vùng biển chung quanh Iceland. Nhiệm vụ này kéo dài từ ngày 10 tháng 7 đến ngày 8 tháng 8, và sau khi hoàn tất nó quay trở lại Newport chuẩn bị cho một lượt hoạt động tiếp theo tại Địa Trung Hải. Đợt phục vụ cùng Đệ Lục hạm đội kéo dài chỉ trong hai tháng, và sau khi quay trở về Newport vào ngày 10 tháng 11, nó tiếp tục những hoạt động thường lệ tại vùng bờ Đông.

### 1951 - 1960
Vào tháng 1 năm 1951, Warrington được điều động từ Đội khu trục 222 sang Đội khu trục 142, nơi nó tiếp tục đảm trách vai trò soái hạm. Trong tám năm tiếp theo, con tàu tiếp nối một nhịp điệu hoạt động tương tự, luân phiên bốn lượt biết phái sang phục vụ cùng Đệ Lục hạm đội tại Địa Trung Hải với những giai đoạn huấn luyện và sửa chữa từ Newport. Nó được phái sang vùng biển Châu Âu vào mùa Xuân năm 1952, mùa Hè các năm 1954 và 1956, và mùa Xuân năm 1957. Hoạt động của nó cùng Đệ Nhị hạm đội tại vùng biển Đại Tây Dương chủ yếu bao gồm các đợt thực hành chống tàu ngầm cùng các tàu sân bay của Hạm đội Đại Tây Dương, vốn trải rộng khắp khu vực bờ biển New England cho đến vùng biển Caribe và Tây Ấn. Vào ngày 12 tháng 1 năm 1955, nó mắc tai nạn va chạm với tàu khu trục chị em Power (DD-839) tại vùng biển gần Puerto Rico.
Warrington được điều động sang Đội khu trục 102 vào tháng 5, 1959, và sang tháng 6 đã đón lên tàu những học viên sĩ quan thuộc Học viện Hải quân Hoa Kỳ tại Annapolis, Maryland cho một chuyến đi thực tập khá đặc biệt. Thay vì đi sang vùng biển Châu Âu hay khu vực Tây Ấn, chuyến đi huấn luyện này đã đưa các sĩ quan hải quân tương lai đến vùng Ngũ Đại Hồ. Con tàu gia nhập Lực lượng Đặc nhiệm 47 để tham gia Chiến dịch Inland Seas, đi dọc theo sông Saint Lawrence tham dự lễ khánh thành tuyến đường thủy St. Lawrence nối liền Đại Tây Dương với Ngũ Đại Hồ, nghi lễ do Tổng thống Dwight D. Eisenhower và Nữ hoàng Elizabeth II của Anh đồng chủ trì. Sau nghi lễ khánh thành chính thức tại Montreal, Canada vào ngày 26 tháng 6, chiếc tàu khu trục đã lên đường viếng thăm một loạt các cảng trong vùng, bao gồm Chicago, Illinois; Detroit, Michigan; và Sault Ste. Marie, Michigan, trước khi quay trở về Newport vào ngày 4 tháng 8.
Warrington tiếp tục các hoạt động thường lệ từ Newport trong gần hai năm tiếp theo; các cuộc tập trận được nó tiến hành vào thời gian còn lại của năm 1959 và đầu năm 1960. Nó khởi hành vào ngày 21 tháng 3, 1960 cho một lượt phục vụ khác cùng Đệ Lục hạm đội tại Địa Trung Hải, bao gồm một đợt biệt phái sang hoạt động cùng Lực lượng Trung Đông trong sáu tuần lễ từ ngày 16 tháng 6 đến ngày 28 tháng 7, rồi quay trở lại Địa Trung Hải và được bố trí tại Rota, Tây Ban Nha cho đến ngày 7 tháng 10. Nó quay trở về Newport vào ngày 15 tháng 10 và tiếp nối các hoạt động thường lệ tại vùng bờ Đông Hoa Kỳ. Con tàu thực hiện chuyến đi đến Washington, D.C. vào tháng 1, 1961 nhân lễ nhậm chức của Tổng thống John F. Kennedy; rồi phục vụ trong vai trò tàu thu hồi cho chuyến bay thử nghiệm không người lái Mercury-Atlas 2 trong khuôn khổ Chương trình Mercury trong tháng 2.

### 1961 - 1966
Warrington đi đến Xưởng hải quân New York vào ngày 12 tháng 5 để được sửa chữa và nâng cấp trong khuôn khổ Chương trình Hồi sinh và Hiện đại hóa Hạm đội I (FRAM: Fleet Rehabilitation and Modernization), nhằm kéo dài vòng đời hoạt động thêm 10 đến 20 năm, đồng thời nâng cao năng lực tác chiến chống ngầm. Kiểu dáng cấu trúc thượng tầng thay đổi đáng kể khi con tàu được bổ sung một Trung tâm Thông tin Tác chiến (CIC) lớn hơn, và được cải tiến với những thiết bị điện tử, radar và sonar hiện đại. Tháp pháo 5-inch phía trước thứ hai được tháo dỡ thay thế bằng hai bệ ống phóng ngư lôi Mark 32 ba nòng. Nó được trang bị thêm bệ phóng tên lửa chống ngầm RUR-5 ASROC giữa các ống khói, tại vị trí của các ống phóng ngư lôi cũ; cùng hầm chứa và sàn đáp để vận hành máy bay trực thăng không người lái chống tàu ngầm Gyrodyne QH-50 DASH.
Hoàn tất việc sửa chữa và nâng cấp vào ngày 4 tháng 5, 1962, Warrington rời xưởng tàu để chạy thử máy, chuẩn nhận thiết bị mới và hoạt động huấn luyện ôn tập tại khu vực vịnh Guantánamo, Cuba trong tháng 6 và tháng 7. Nó tiếp tục phục vụ trong hai tuần cùng Trường Sonar Hạm đội tại Key West, Florida trước khi quay trở về Newport vào ngày 12 tháng 8, nơi nó bắt đầu phục vụ cùng Lực lượng Chống tàu ngầm Hạm đội Đại Tây Dương.
Trong hơn hai năm tiếp theo, Warrington hoạt động chủ yếu dọc theo vùng bờ Đông. Nó tham gia các cuộc tập trận "Springboard" hàng năm tại vùng biển Caribe và các đợt huấn luyện chống tàu ngầm ngoài khơi Newport. Vào ngày 19 tháng 9, 1962, con tàu tham gia vào Chương trình Mercury khi được huy động vào lực lượng thu hồi tàu không gian Sigma 7 đưa phi hành gia Walter Schirra lên quỹ đạo quanh trái đất vào ngày 3 tháng 10. Đến cuối tháng 10, khi phát hiện ra Liên Xô bố trí những tên lửa đạn đạo mang đầu đạn hạt nhân tại Cuba, khiến đưa đến vụ Khủng hoảng tên lửa Cuba, chiếc tàu khu trục lại được huy động vào lực lượng hải quân "cô lập" hòn đảo Trung Mỹ này cho đến khi vụ khủng hoảng được giải quyết bằng thương lượng hòa bình. Sang đầu tháng 4, 1963, nó tham gia những nỗ lực tìm kiếm không mang lại kết quả nhằm truy tìm chiếc tàu ngầm chạy năng lượng hạt nhân Thresher (SSN-593) bị mất tích khi đang thử nghiệm lặn sâu.
Sau một mùa Hè hoạt động từ căn cứ Newport, Warrington lên đường vào ngày 1 tháng 10, 1963 cho một lượt hoạt động tại khu vực Ấn Độ Dương. Đi ngang qua Đại Tây Dương và Địa Trung Hải, con tàu đi đến Karachi, Pakistan vào đầu tháng 11, và đã cùng các tàu chiến khác của Hoa Kỳ và các nước khối CENTO (Khối Hiệp ước Baghdah) tham gia cuộc Tập trận Midlink VI. Nó bắt đầu hành trình quay trở về nhà vào ngày 23 tháng 11, ghé qua nhiều cảng trước khi về đến Newport vào ngày 23 tháng 12.
Sang năm 1964, Warrington tham gia các hoạt động thường lệ của Đệ Nhị hạm đội, đồng thời được đại tu tại Norfolk, cùng một lượt sửa chữa tại Xưởng hải quân Boston sau khi mắc tai nạn va chạm với tàu khu trục Barry (DD-933) vào ngày 25 tháng 7. Từ ngày 8 tháng 9 đến ngày 18 tháng 12, con tàu có một lượt biệt phái ngắn sang hoạt động tại Địa Trung Hải. Trong chặng đi nó đã tham gia cuộc tập trận "Masterstroke", và cuộc tập trận "Teamwork" phối hợp với Khối NATO; con tàu đã vượt qua vòng Bắc Cực trong cuộc tập trận này.
Quay trở về Newport vào ngày 18 tháng 12, 1964, trong hai năm tiếp theo, Warrington hoạt động dọc theo vùng bờ Đông. Nó chủ yếu tham gia các đợt huấn luyện chống tàu ngầm, các chuyến đi đến vùng biển Caribe để tham gia các cuộc tập trận "Springboard" hàng năm, thực hành tác xạ và huấn luyện ôn tập. Con tàu được điều động sang khu vực Viễn Đông vào ngày 4 tháng 10, 1966.

### 1966 - 1967
Warrington băng qua kênh đào Panama vào ngày 9 tháng 10, có chặng dừng tại Trân Châu Cảng vào ngày 24 tháng 10 trước khi đi đến Yokosuka, Nhật Bản vào ngày 10 tháng 11. Nó lên đường ngay ngày hôm đó để cùng các tàu khu trục Manley (DD-940) và Keppler (DD-765) hướng sang vịnh Bắc Bộ, và đến ngày 21 tháng 11 đã thay phiên cho tàu khu trục tên lửa điều khiển Reeves (DLG-24) làm nhiệm vụ tuần tra chống xâm nhập ngoài khơi bờ biển Bắc Việt Nam, trực tiếp can dự vào cuộc Chiến tranh Việt Nam. Hoạt động dưới tên gọi Chiến dịch Sea Dragon này nhằm mục đích ngăn chặn việc tiếp tế vũ khí và tiếp liệu của lực lượng Cộng sản từ phía Bắc vào Nam Việt Nam. Sau mười ba ngày làm nhiệm vụ này, con tàu đi đến cảng Đà Nẵng vào ngày 3 tháng 12, rồi khởi hành ngay ngày hôm đó để hướng đến Đài Loan. Nó ở lại cảng Cao Hùng trong mười ba ngày để được bảo trì cặp bên mạn tàu tiếp liệu khu trục Isle Royale (AD-29), rồi lên đường đi sang Hong Kong vào ngày 19 tháng 12.
Warrington rời cảng Hong Kong vào ngày 26 tháng 12, 1966 để quay trở lại vịnh Bắc Bộ, lần này là để phục vụ canh phòng máy bay cho các tàu sân bay nhanh tại Trạm Yankee. Nó tiếp tục vai trò này cho đến ngày 19 tháng 1, 1967, khi nó đi xuống phía Nam đến khu vực tác chiến của Quân đoàn II, nơi nó bắn hải pháo hỗ trợ cho cuộc chiến đấu của Sư đoàn 1 Không Kỵ trong khuôn khổ Chiến dịch Thayer II. Sau khi hoàn thành nhiệm vụ vào ngày 25 tháng 1, con tàu lên đường đi Cao Hùng, Đài Loan để được bảo trì.
Sau một lượt viếng thăm Hong Kong và một lần sửa chữa khác tại căn cứ vịnh Subic, Philippines, Warrington quay trở lại vai trò phục vụ canh phòng máy bay tại vịnh Bắc Bộ vào ngày 27 tháng 2. Đến ngày 10 tháng 3, nó tách khỏi đội tàu sân bay Ticonderoga (CV-14) để hoạt động hỗ trợ hải pháo tại khu vực trách nhiệm của Quân đoàn III, gần Đặc khu Rừng Sác. Nó hoàn thành nhiệm vụ này vào sáng sớm ngày 24 tháng 3, và lên đường hướng sang vịnh Subic, nơi nó gặp gỡ USS Keppler, USS Manley và USS Newman K. Perry cho chuyến đi quay trở về nhà.
Bốn chiếc tàu khu trục bắt đầu hành trình vào ngày 26 tháng 3, đi qua ngã Ấn Độ Dương thay vì quay ngược lại Thái Bình Dương. Họ đã ghé qua Singapore và Massawa tại Ethiopia trên đường đi, băng qua kênh đào Suez để đi ngang qua Địa Trung Hải, và viếng thăm Ponta Delgada tại quần đảo Azores trước khi về đến Newport vào ngày 8 tháng 5.

### 1967 - 1972
Trong những năm tiếp theo, lại một nhịp điệu hoạt động thường lệ như trong thời bình dọc theo vùng bờ Đông, xen kẻ với những lượt cử sang hoạt động tại Địa Trung Hải. Sau tám tháng được nghỉ ngơi, bảo trì và huấn luyện tại cảng Newport, Rhode Island, nó khởi hành vào giữa tháng 2, 1968 cho một đợt phục vụ cùng Đệ Lục hạm đội. Con tàu đã viếng thăm nhiều cảng tại Địa Trung Hải trong chuyến đi này, bao gồm Naples, Ý; Golfe-Juan, Pháp; Valleta, Malta; Palma, Majorca và Rota, Cádiz, Tây Ban Nha. Sau đó nó đi sang khu vực Bắc Đại Tây Dương và viếng thăm các cảng Bắc Âu: Rotterdam, Hà Lan; Bremen, Đức; và Bergen, Na Uy.
Warrington quay trở về Hoa Kỳ vào ngày 14 tháng 6, và hoạt động thường lệ từ cảng Newport cho đến tháng 10. Nó đi đến Xưởng hải quân Boston vào ngày 18 tháng 10 cho một đợt đại tu kéo dài trong năm tháng. Hoàn tất công việc trong xưởng tàu, nó tiến hành chạy thử máy từ ngày 27 tháng 3 đến ngày 3 tháng 4, 1969, rồi quay trở lại Newport vào ngày 5 tháng 4. Con tàu đi sang khu vực Tây Ấn từ ngày 10 tháng 4 đến ngày 27 tháng 6 để thực hành tác xạ tại đảo Culebra và huấn luyện ôn tập tại khu vực vịnh Guantánamo, Cuba. Quay trở về Newport vào ngày 27 tháng 6, nó dành phần lớn thời gian của mùa Hè và mùa Thu năm đó bảo trì và chuẩn bị cho lượt phục vụ tiếp theo.
Khởi hành từ Newport vào ngày 2 tháng 11, 1969 cho một lượt hoạt động cùng Đệ Lục hạm đội tại Địa Trung Hải, nhiệm vụ chính của Warrington là theo dõi hoạt động của những đơn vị Hải quân Liên Xô tại vùng Đông Địa Trung Hải. Ngoài ra nó còn viếng thăm thiện chí nhiều cảng dọc bờ biển trước khi hoàn tất lượt phục vụ vào ngày 13 tháng 5, 1970, và bắt đầu hành trình quay trở về nhà. Về đến Newport vào ngày 22 tháng 5, con tàu được nghỉ ngơi, tiếp liệu và bảo trì. Nó được sửa chữa tại Xưởng hải quân Boston trong một tháng, vào cuối tháng 7 và đầu tháng 8. Con tàu hoạt động tại chỗ từ Newport cho đến hết năm đó, ngoại trừ phải ra khơi vào hai dịp: vào tháng 9 khi nó tham gia vào cuộc đua thuyền buồm America's Cup; và vào tháng 10 khi nó hộ tống cho Forrestal (CV-59) trong chuyến đi chạy thử máy của chiếc tàu sân bay sau khi được sửa chữa.
Warrington rời Newport vào ngày 14 tháng 1, 1971 để thực hành chống tàu ngầm cùng Đệ Lục hạm đội tại Địa Trung Hải. Nó quay trở về Newport vào ngày 3 tháng 3 và tiếp tục phục vụ cùng Đệ Nhị hạm đội. Nó có hai hoạt hoạt động như tàu huấn luyện cho Trường Khu trục Hạm đội và những đợt thực hành chống tàu ngầm. Con tàu được đại tu theo định kỳ từ ngày 15 tháng 9, 1971 đến ngày 16 tháng 1, 1972. Nó quay trở về Newport một thời gian ngắn trước khi lại ra khơi vào ngày 23 tháng 1 để thực hành tác xạ và huấn luyện ôn tập tại vùng biển Caribe; và sau khi hoàn tất vào ngày 21 tháng 3, nó quay trở về Newport để hoạt động tại chỗ cùng những chuẩn bị cho lượt phục vụ tiếp theo tại Viễn Đông.

### Chiến tranh Việt Nam 1972
Khởi hành từ Newport vào ngày 5 tháng 6, 1972, Warrington băng qua kênh đào Panama để hướng đến khu vực quần đảo Mariana ngang qua Trân Châu Cảng. Đi đến Guam vào ngày 30 tháng 6, nó lại rời Apra Harbor vào ngày hôm sau để hướng đến vịnh Subic, rồi rời vùng biển Philippines vào tháng 7 để đi sang vùng biển Việt Nam. Trong giai đoạn đầu của lượt hoạt động, nó đã bắn hải pháo dọc bờ biển để hỗ trợ cho trận chiến trên bộ tại khu vực trách nhiệm của Quân đoàn I.
Vào ngày 15 tháng 7, Warrington đi vào cảng Đà Nẵng một thời gian ngắn trước khi tiến ra vùng biển ngoài khơi Bắc Việt Nam để tiến hành Chiến dịch Linebacker. Nó thay phiên cho tàu khu trục USS Hamner (DD-718) trong nhiệm vụ Linebacker vào ngày 16 tháng 7, và bắt đầu hoạt động phong tỏa và can thiệp, phá hủy các tàu thuyền vận chuyển vũ khí của đối phương và khám xét các tàu buôn Trung Cộng. Đang khi hoạt động cùng các tàu khu trục Hull (DD-945) và Robison (DDG-12) vào sáng ngày hôm sau, nó chịu đựng hỏa lực từ những khẩu đội pháo bờ biển đối phương. Con tàu đã cơ động lẫn tránh và không bị bắn trúng.
Đến xế chiều cùng ngày hôm đó, 17 tháng 7, lúc 13 giờ 16 phút, hai vụ nổ xảy ra dưới nước phía bên mạn trái đã làm rung chuyển mạnh con tàu. Warrington bị hư hại nặng phòng nồi hơi và phòng động cơ phía sau cũng như phòng điều khiển chính. Nó vẫn có thể di chuyển bằng chính động lực của mình, và rút lui ra khu vực an toàn với tốc độ 10 kn (19 km/h). Hull đã cơ động cặp bên mạn để trợ giúp chuyển giao nhân sự kỹ thuật sửa chữa, máy bơm và thiết bị cho Warrington để khắc phục việc ngập nước; nó cũng chuyển giao nước sạch để giúp duy trì hoạt động của nồi hơi. Tuy nhiên do hư hại nghiêm trọng, Warrington buộc phải tắt động cơ và yêu cầu Robison kéo về cảng.
Trong suốt đêm 17 rạng ngày 18 tháng 7, thủy thủ đoàn của Warrington phải cật lực khắc phục việc ngập nước và vỡ các ống dẫn dầu đốt và nước sạch. Sang sáng ngày hôm sau, Robison bàn giao trách nhiệm cho chiếc tàu cứu hộ và trục vớt Reclaimer (ARS-42) trong hành trình quay trở về vịnh Subic; rồi đến lượt chiếc tàu kéo Tawakoni (ATF-114) thay phiên cho Reclaimer vào ngày 20 tháng 7, và kéo Warrington về đến vịnh Subic an toàn vào ngày 24 tháng 7.
Vào ngày 1 tháng 12, thông báo chính thức của Hải quân Hoa Kỳ cho biết Warrington đụng phải hai quả thủy lôi Mark 36 của Hoa Kỳ sau khi tìm thấy những mảnh ngòi nổ đặc trưng trên tàu. Khi đó các quan chức cho rằng số mìn này được một máy bay phóng bỏ, nhưng rõ ràng vị trí đã không được ghi chép lại để cảnh báo cho tàu chiến. Tuy nhiên, theo Michael Gonzales, Jr., một cựu hạ sĩ quan từng làm việc tại Căn cứ vịnh Subic liên quan đến công tác cải biến bom Mark 82 thành thủy lôi Mark 36 vào lúc đó, con tàu có thể đã bỏ qua các cảnh báo và đi vào một khu vực đã được đánh dấu là nơi máy bay phóng bỏ bom và mìn.
Trong vòng một tháng sau khi về đến vịnh Subic, công nhân tại cảng đã nỗ lực sửa chữa để đảm bảo Warrington nổi được và kín nước. Đến cuối tháng 8, một ủy ban thanh tra và khảo sát đi kết luận con tàu không còn phù hợp để tiếp tục phục vụ. Nó được cho xuất biên chế tại Căn cứ vịnh Subic vào ngày 30 tháng 9, 1972, và tên nó được cho rút khỏi danh sách Đăng bạ Hải quân vào ngày hôm sau 1 tháng 10, 1972. Con tàu được bán cho Hải quân Trung Hoa dân quốc (Đài Loan) vào ngày 24 tháng 4, 1973 để tháo dỡ làm nguồn phụ tùng cho những con tàu còn hoạt động.

## Phần thưởng
Warrington được tặng thưởng hai Ngôi sao Chiến trận do thành tích phục vụ trong Chiến tranh Việt Nam.
|  |  |                           |
|  |  | Bronze star · Bronze star |

| Dãi băng Hoạt động Tác chiến    |                                           |                                           |                                                        |
| Huân chương Viễn chinh Hải quân | Huân chương Viễn chinh Lực lượng Vũ trang | Huân chương Viễn chinh Lực lượng Vũ trang | Huân chương Phục vụ Việt Nam với 2 Ngôi sao Chiến trận |